# Томком, Нутсара
Нутсара Томком (тайск. นุศรา ต้อมคำ, род. 7 июля 1985, Ратбури) — таиландская волейболистка, связующая.
Является двукратной чемпионкой Азии (2009, 2013), бронзовым и серебряным призёром Азиатских игр (2014, 2018), 14-кратной чемпионкой Игр Юго-Восточной Азии, обладательницей Кубка Азии (2012).
С 2001 года выступает за сборную Таиланда.

## Клубы
- Kamphaeng Phet (2006)
- IBSA Club Voleibol (2007—2008)
- Kanti Schaffhausen (2008—2010)
- Азеррейл (2010—2012)
- Игтисадчи (2012—2013)
- Idea Khonkaen (2013)
- Рабита (2013—2015)
- Азеррейл (2015—2016)
- Фенербахче (2016—2018)
- Суприм Чонбури (2018)
- Накхонратчасима (2018—2020)
- Даймонд Фуд (2020—н. в.)

## Награды
- Летняя Универсиада: Казань, 2013 — 🥉
- Монтрё Воллей Мастерс: Швейцария, 2016 — 🥈
- Летние Азиатские игры: Джакарта/Палембэнг, 2018 — 🥈, Инчеон, 2014 — 🥉
- Чемпионат Азии: Накхонратчасима, 2001 — 🥉, Накхонратчасима, 2007 — 🥉, Ханой, 2009 — 🥇, Накхонратчасима, 2013 — 🥇, Тяньцзинь, 2015 — 🥉, Биньян, 2017 — 🥈
- Кубок Азии: Накхонратчасима, 2008 — 🥉, Тайцан, 2010 — 🥈, Алматы, 2012 — 🥇, Накхонратчасима — 🥉
- Кубок Ельцина: Екатеринбург, 2018 — 🥉
- Игры Юго-Восточной Азии: Куала Лумпур, 2001 — 🥇, Ханой, 2003 — 🥇, Манила, 2005 — 🥇, Накхонратчасима, 2007 — 🥇, Вьентьян, 2009 — 🥇, Джакарта, 2011 — 🥇, Нейпьидо, 2013 — 🥇, Сингапур, 2015 — 🥇, Куала Лумпур, 2017 — 🥇